# Squaliforma virescens
Squaliforma virescens är en fiskart som först beskrevs av Cope, 1874.  Squaliforma virescens ingår i släktet Squaliforma och familjen Loricariidae. Inga underarter finns listade i Catalogue of Life.